# 佐藤俊介 (ヴァイオリニスト)
佐藤 俊介（さとう しゅんすけ、1984年〈昭和59年〉6月10日 - ）は日本のヴァイオリン奏者。

## 略歴
東京都出身。2歳でスズキ・メソードの松戸教室でヴァイオリンを始める。きっかけは「母親が流していたFM放送から流れるクラシック音楽のヴァイオリンによく反応していたことと、母親と散歩中にたまたま才能教育教室から出てきた親子から教室の見学を勧められたこと」。
3歳より松戸の教室で、日本のヴァイオリン界草分けの鷲見四郎の門下生となる。4歳から父親の経済学研究のために、家族でアメリカ合衆国ペンシルベニア州フィラデルフィアへ移住。幼稚園から高校までをアメリカの徹底した個人主義の下におくる間、ジュリアード音楽院プレカレッジ部門でドロシー・ディレイ、 川崎雅夫の下で研鑽。
ジュリアード入学以前は、二ノ宮夕美、および韓国系アメリカ人チン・キム（Chin Kim）に師事。1994年、フィラデルフィア管弦楽団の学生コンクール小学生の部門で優勝。オーケストラとのデビューは同楽団とのエドゥアール・ラロのスペイン交響曲。
チン・キムの招待により、2005年に参加した韓国のグレートマウンテン音楽祭で佐藤の演奏を聞いていたのが、Dittoのリーダーである、ヴィオラ奏者のリチャード・オニールだった。これが、「オニールが2010年のDITTO音楽祭に（佐藤を）新メンバーとして抜擢するというきっかけ」になった。
ジュリアード在学中、12歳でヤング・コンサート・アーティスツ国際オーディションで著名なヤング・コンサート・アーティスツのディレクター、スーザン・ワーズワースにスカウトされる。この組織を通じてリサイタル、オーケストラの共演の他、室内楽、あるいは地元学校でのマスタークラスでの指導を含むコンサート活動を始める。同時期に、3MのテレビCMのオーディションで主役に選ばれ、Comfort Strips（絆創膏）を指につけてフランツ・ワックスマンによるカルメンファンタジーを弾く。このコマーシャルは1996年から1998年にかけてアメリカ、ブラジルで流れる。
1995年より2002年までコロラド州アスペン音楽祭に参加し、リサイタルの他、ミクロス・ロージャ、ウィリアム・ウォルトンといったヤッシャ・ハイフェッツに縁の深い協奏曲も演奏（アスペン音楽祭演奏録音は、アスペン音楽祭アーカイブおよび、ピットキン区公立図書館に保存）。
2000年10月にはニューヨーク・リサイタルデビューを果たし、10月24日付のニューヨークタイムスで「（佐藤の）リサイタルに仰天。驚くべき冷静さと音楽的レベルを既に持っている。舞台上では完全にリラックスしており、全てのプログラムを譜面なしで演奏。これは音楽が誰かに教え込まれたものではなく自分から湧き出ている。…音楽作りの流暢さに感嘆した。」と絶賛される。
ドロシー・ディレイと川崎雅夫による歴史的考証まで掘り下げたスコア分析、さらに演奏活動の間に何度か共演したクリストファー・ホグウッドのピリオド奏法研究が、佐藤のバロック音楽および古楽器奏法への関心につながる。
また、アスペン音楽祭で聞いた川崎雅夫のヴィオラの演奏や、ウィリアム・ウォルトンのヴィオラ協奏曲に刺激され、14歳よりヴィオラを学びはじめる。のちに、佐藤のヴィオラを聞いた西村朗が触発され、「ヴィオラ無伴奏ソナタ」を作曲し。「西村朗：旋回舞踊超絶技巧ソロ 佐藤俊介プレイズ西村朗〜西村朗作品集(12) WHIRL DANCE - SHUNSUKE SATO PLAYS AKIRA NISHIMURA」（全音楽譜出版社）として発表することになった。
ジュリアードプレカレッジ最終学年の2001年の夏に、マヨルカ島のマスタークラスでジェラール・プーレに出会う。2002年3月、長年の恩師ディレイが死去し、プレカレッジ卒業に際した佐藤は、フィラデルフィアのカーティス音楽学校のハイメ・ラレードのクラスに入学。しかし翌2004年、ジェラール・プーレの指導を仰ぐためにパリに渡り、4年間研鑽を積む。
ジェラール・プーレが東京芸術大学教授として日本へ渡りパリを離れたこと、すでに古楽器奏法への傾倒が高まり自分自身で学び始めていたことが重なり、正式にミュンヘン音楽・演劇大学のメアリー・ウティガーの下で研鑽するために2009年にドイツへ移住。
2010年7月、ライプツィヒで行われたヨハン・ゼバスティアン・バッハ国際コンクールで、バロック奏者として初めての国際コンクールに挑戦し、ヴァイオリン部門（バロックとモダン楽器奏者を合わせて審査）で2位と聴衆賞（聴衆各人が投票できるシステムで票を集計して決定する賞）を獲得。
2010年（平成22年）12月21日、文化庁主催第65回芸術祭で2010年10月29日に東京で行われたバロックリサイタルが評価され音楽部門で新人賞を受賞。
2011年10月、リチャード・エガー率いるエンシェント室内管弦楽団と共にニコロ・パガニーニのヴァイオリン協奏曲2番をガット弦、ピリオド楽器で演奏、ケンブリッジとロンドンでUKデビュー公演を行う。
2011年11月28日発売の古楽器専門誌「アーリー・ミュージック・アメリカ」（Early Music America）が　「IN CONCLUSION: hats Off, Gentle People! Is the Revolution Over? (by Anthony Martin)」の見出しで世界初のガット弦による「パガニーニ：24のカプリース」の録音（2009年、ユニバーサルクラシックス）を紹介。
2013年1月、オランダバッハ協会所属オーケストラのコンサートマスターに抜擢されるほか、ドイツの古楽器アンサンブルコンチェルト・ケルンのコンサートマスターも務めている。
また2012年に若手バロック奏者をサポートするオランダ、アムステルダム所在のジャンプスタートジュニア財団の選考で選ばれ、2013年1月に財団所有のジョヴァンニ・グラチーノ作の楽器　（ミラノ、1695年頃の製作）を貸与される。
2013年11月、オランダのアムステルダム音楽大学は佐藤が古楽器科に客員教授として加わることを公式発表。
2013年12月、アンドレアス・シュタイアーと大阪のいずみホールと東京のトッパンホールでヴォルフガング・アマデウス・モーツァルトの作品によるデュオリサイタルを行う。
2015年8月、ケント・ナガノ率いるモントリオール交響楽団と共にヨハン・ゼバスティアン・バッハのヴァイオリン協奏曲1番をピリオド楽器で演奏、モントリオールでカナダデビュー公演を行う。

このライヴコンサートはラジオ・カナダによって収録され、2015年9月にラジオ・カナダ・テレビ、 ICI ARTV, ラジオ・カナダ・ムジーク、2015年10月にMedici.tvで放送された。
2016年11月,ドイツのケンペンで行われたコンチェルトケルンのコンサートライブを収録した アントニオ・ヴィヴァルディの四季のコンパクトディスクおよびLPレコードがベルリン・クラシックスからリリースされた。
2016年9月にオーストラリアン・ブランデンブルク管弦楽団とシドニー、メルボルンで公演し ニコロ・パガニーニのヴァイオリン協奏曲第4番をガット弦使用で演奏。また フェリックス・メンデルスゾーンの弦楽のための交響曲第3番、 エドヴァルド・グリーグ'の弦楽合奏曲ホルベアの時代からを弾き振りした。メルボルンのライブコンサートがオーストラリアのABC Classic FMによって放送収録され、2017年2月3日にABC Classicsからリリースされた。
2017年5月11日、オランダバッハ協会は芸術監督ヨス・ファン・フェルトホーフェンの離任表明に伴い、次期芸術監督として佐藤が2018年6月1日に就任することを発表。
2018年6月1日、オランダバッハ協会の第6代芸術監督に就任。
2019年4月16日、2018年度第31回ミュージック・ペンクラブ音楽賞クラシック「独奏/独唱」部門受賞。同年9月28日から10月6日までオランダバッハ協会の芸術監督就任後初の日本ツアーを京都、神奈川、埼玉、広島、東京で行う。
2020年（令和2年）1月1日、毎日新聞主催の第61回2019年度毎日芸術賞を受賞。オランダバッハ協会の日本ツアーでの弾き振りと東京・浜離宮朝日ホールほか京都・横浜・さいたま・広島での演奏会が評価される。
2020年1月、音楽之友社出版の月刊誌レコード芸術1月号で同社が主催する2019年レコード・アカデミー大賞で、J.S.バッハ／無伴奏ヴァイオリンのためのソナタとパルティータ全曲のディスクが評価され「大賞銀賞　器楽曲部門」を受賞する。同年3月4日には令和元年度（第70回）芸術選奨 が発表され「文部科学大臣芸術選奨新人賞」を受賞。同年12月11日にオランダ、ユトレヒト市のチヴォリフレーデンバーグ（TivoliVredenburg）で行われたオランダバッハ協会のクリスマスコンサートツァーで指揮者としてもデビュー、AVROテレビのライブ放送で中継される。12月20日にライブノーツよりゲオルク・フィリップ・テレマン:12のファンタジー(無伴奏ヴァイオリンのための12の幻想曲)が再版。2012年に限定発売され完売後に要望を受けて復活。
2022年4月2−16日、佐藤はオランダバッハ協会を率い、新型コロナウイルス感染症の世界的流行によるオランダ国内のロックダウン後初のヨハン・ゼバスチャン・バッハ作曲マタイ受難曲ツアーを行う。  
2022年5月20−22日、オランダバッハ協会は創立100周年記念を迎えバッハ音楽祭を開催。佐藤の指揮でヨハン・ゼバスチャン・バッハ、ゲオルク・フリードリヒ・ヘンデル、ルドルフ・ルッテの作品を演奏。子供たちのためにコーマンス人形劇団と共にバッハの音楽を背景に人形劇パフォーマンスも行う。  
2022年6月15−22日、佐藤はオランダバッハ協会を率いてライプツィヒ・バッハ音楽祭でカンタータを演奏。プログラムにはわれらが神は堅き砦BWV80、『わがすべての行いに』BWV97、『至高の善に賛美と栄光あれ』BWV117、『いざもろびと、神に感謝せよ』BWV192が含まれた。
2022年8月31日、オランダバッハ協会は佐藤の指揮でカール・フィリップ・エマヌエル・バッハ、ヨハン・ゼバスチャン・バッハの作品を演奏しユトレヒト古楽音楽祭のオープニングコンサートを飾る。9月4日の演奏会ではヨハン・ゴットリーブ・グラウン、ゲオルク・フィリップ・テレマン、ヨハン・ゼバスチャン・バッハの作品を公演、演奏会はオランダのAVROTROS放送局が生中継。 
2022年10月、佐藤はオランダバッハ協会との契約を更新せず、2023年夏をもって音楽監督を辞任することが報じられた。理由としてはソリストとして多忙になったこと、バロック音楽に限らず19世紀や20世紀の音楽をもっと演奏したいことが挙げられている。辞任後も別の形で協力関係を築くことが検討されている。
2023年1月27日、2月3日、6月3−6日、佐藤はコンチェルト・ケルンと共に英国リーズ大学名誉教授クライヴ・ブラウンによる19世紀のロマンティシズム歴史的知識にもとづく演奏ワークショップに参加。     
2023年3月18日、佐藤は東京交響楽団の定期演奏会でクラシック、ロマンティック時代の作品をソロ演奏および指揮を行う。演目は、ルートヴィヒ・ヴァン・ベートーヴェン作曲、交響曲第1番、フェリックス・メンデルスゾーン作曲、弦楽のための交響曲第8番、ルイ・シュポーア作曲ヴァイオリン協奏曲第8番。 
佐藤は演奏家として、モダン奏法と古楽器奏法、現代音楽とバロック音楽、室内楽と協奏曲を手がける一方、自ら協奏曲のカデンツァの作曲、編曲、CDのライナーノーツ執筆および英訳も手がけているほか、ウェブデザインも趣味で手がけている。
2019年8月15日にスーアン・チャイとともにピアノ、弦楽四重奏とコントラバスのために編曲したモーツァルト交響曲第38番「プラハ」をオランダのオーランド音楽祭で演奏、World Concert Hallでライブ放送された。
。

## 音楽教育
- テンプル大学付属音楽プレップ（室内楽：メータ・ワッツ、オーランド・コール)
- ジュリアード音楽院・プレカレッジ部門（ドロシー・ディレイ、川崎雅夫）
- カーティス音楽学校（ハイメ・ラレド）
- パリ地方音楽院（ジェラール・プーレ）
- エコールノルマル音楽院（ジェラール・プーレ）
- ミュンヘン音楽・演劇大学（古楽器奏法：メアリー・ウティガー）

## 受賞
- 2004年：第15回出光音楽賞
- 2007年：第9回ホテルオークラ音楽賞
- 2007年：第62回文化庁芸術祭レコード部門 大賞
- 2010年：第17回ヨハン・ゼバスティアン・バッハ国際コンクール 銀賞・聴衆賞
- 2010年：第65回文化庁芸術祭音楽部門新人賞
- 2019年：第31回ミュージック・ペンクラブ音楽賞クラシック「独奏/独唱」部門受賞[45]
- 2020年：第61回2019年度毎日新聞主催毎日芸術賞[46][47]
- 2020年：2019年度レコード芸術主催レコード・アカデミー大賞「大賞銀賞　器楽曲部門」[48]
- 2020年：文化庁第70回芸術選奨新人賞(芸術選奨文部科学大臣新人賞) [49][50]

## 録音
- 「イザイ：無伴奏ヴァイオリンソナタ集」（2005年、ナミレコード）
  - 読売新聞《特選盤》（2005年2月）、朝日新聞《推薦盤》（2005年2月）、毎日新聞《今月私の3枚》（2005年2月）
  - 収録曲（作曲：ウジェーヌ・イザイ）

  1. ソナタ第1番 ト短調 作品27の1
  2. ソナタ第2番 イ短調 作品27の2
  3. ソナタ第3番 ニ短調 作品23の3［バラード］
  4. ソナタ第4番 ホ短調 作品27の4
  5. ソナタ第5番 ト短調 作品27の5
  6. ソナタ第6番 ホ長調 作品26の6

- 「プレリューズ（小品集）」（2006年、ナミレコード）
  - 収録曲(以下参照/ ピアノ：佐藤卓史）

  1. ジョージ・ガーシュウィン〜ハイフェッツ編曲：3つのプレリュード
  2. リリー・ブーランジェ：ノクターン
  3. ヴィクター・ハーバート：ア・ラ・ヴァルス
  4. ピョートル・チャイコフスキー〜アウアー編曲：レンスキーのアリア
  5. パーシー・グレインジャー〜クライスラー編曲：岸辺のモリー
  6. アントニン・ドヴォルザーク〜クライスラー編曲：わが母の教え給いし歌
  7. アルフレード・ダンブロージオ〜エルマン編曲：セレナード
  8. マヌエル・ポンセ〜ハイフェッツ編曲：エストレリータ
  9. ジャック・イベール〜ハイフェッツ編曲：白い小さなロバ
  10. ロベルト・シューマン〜ミルシュタイン編曲：夕べの歌
  11. セシル・シャミナード〜クライスラー編曲：スペインのセレナード
  12. モーリッツ・モシュコフスキ〜サラサーテ編曲：ギターレ
  13. ニコライ・リムスキー＝コルサコフ〜クライスラー編曲：アラビアの歌
  14. フェリックス・ヴィンターニッツ〜クライスラー編曲：あやつり人形の踊り
  15. クロード・ドビュッシー〜ロック編曲：レントよりおそく
  16. ヘンリク・ヴィエニャフスキ〜クライスラー編曲：サルタレッロ風のカプリス
  17. ヘンリク・ヴィエニャフスキ：華麗なるポロネーズ

- 「グリーグ：ヴァイオリンソナタ全3曲」（2007年、ナミレコード）
  - 第62回文化庁芸術祭レコード部門 大賞受賞 [51]
  - 収録曲（作曲:エドヴァルド・グリーグ/ ピアノ：佐藤卓史）

  1. ソナタ 第1番 ヘ長調 作品8
  2. ソナタ 第2番 ト長調 作品13
  3. ソナタ 第3番 ハ短調 作品45

- 「西村朗：旋回舞踏・超絶技巧ソロ」（2008年、カメラータ・トウキョウ）
  - 「レコード芸術」2008年5月号特選盤
  - 収録曲（作曲：西村朗）

  1. 無伴奏ヴァイオリン・ソナタ I 〈呪文〉（2005年）
  2. 無伴奏ヴァイオリン・ソナタ II 〈冷媒〉（2005年）
  3. 無伴奏ヴァイオリン・ソナタ III 〈炎の文字〉（2007年）
  4. モノローグ西村朗：ヴァイオリン・ソロのための（1995年）
  5. 無伴奏ヴィオラ・ソナタ I 〈旋回舞踏〉（2005年）
  6. 無伴奏ヴィオラ・ソナタ II 〈C線のマントラ〉（2007年）
  7. ［鳥の歌］による幻想曲（2005年）
  8. 〈悲歌〉（1999年）

- 世界初のガット弦による「パガニーニ：24のカプリース」（2009年、ユニバーサルクラシックス）
  - 読売新聞《特選盤》（2009年5月）、毎日新聞《今月私の3枚》（2009年5月）、CDジャーナル《今月の推薦盤》（2009年5月）、レコード芸術《特選盤》（2009年6月）、アメリカ古楽器協会季刊誌（Early Music America Magazine） (Volume 17, Number 4, Winter 2011): IN CONCLUSION Hats Off, Gentle People! Is the Revolution Over? (Anthony Martin)
  - 収録曲（作曲ニコロ・パガニーニ：24のカプリース作品1）

  1. 第1番 ホ長調
  2. 第2番 ロ短調
  3. 第3番 ホ短調
  4. 第4番 ハ短調
  5. 第5番 イ短調
  6. 第6番 ト短調
  7. 第7番 イ短調
  8. 第8番 変ホ長調
  9. 第9番 ホ長調
  10. 第10番 ト短調
  11. 第11番 ハ長調
  12. 第12番 変イ長調
  13. 第13番 変ロ長調
  14. 第14番　変ホ長調
  15. 第15番 ホ短調
  16. 第16番 ト短調
  17. 第17番 変ホ長調
  18. 第18番 ハ長調
  19. 第19番 変ホ長調
  20. 第20番 ニ長調
  21. 第21番 イ長調
  22. 第22番 ヘ長調
  23. 第23番 変ホ長調
  24. 第24番 イ短調

- ハイドン：『オックスフォード』、ヴァイオリン協奏曲第1番、ベートーヴェン：交響曲第2番　鈴木秀美＆オーケストラ・リベラ・クラシカ、佐藤俊介（2011年、Arte Dell'arco Japan）
  - 読売新聞《推薦盤》（2011年6月）
  - 収録曲（指揮:鈴木秀美　/ オーケストラ・リベラ・クラシカ）

  1. ハイドン：ヴァイオリン協奏曲第1番ハ長調 Hob.VIIa:1
  2. ハイドン：交響曲第92番ト長調 Hob.I:92『オックスフォード』
  3. ベートーヴェン：交響曲第2番ニ長調 op.36

- ゲオルク・フィリップ・テレマン：無伴奏ヴァイオリンのための12の幻想曲（2012年、ライブノーツ）
  - 朝日新聞《推薦版》(2012年8月）、読売新聞《特選盤》（2012年8月）、CDジャーナル《今月の推薦盤》（2012年9月）、レコード芸術《特選盤》（2012年10月）、音楽の友《今月の注目版》(2012年9月）
  - 収録曲（作曲ゲオルク・フィリップ・テレマン：無伴奏ヴァイオリンのための12の幻想曲）

  1. 第1番 変ロ長調
  2. 第2番 ト短調
  3. 第3番 ヘ短調
  4. 第4番 ニ長調
  5. 第5番 イ長調
  6. 第6番 ホ短調
  7. 第7番 変ホ長調
  8. 第8番 ホ長調
  9. 第9番 ロ短調
  10. 第10番 ニ長調
  11. 第11番 ヘ長調
  12. 第12番 イ短調

- ハイドン：交響曲第67番、モーツァルト：ヴァイオリン協奏曲第1番、ベートーヴェン：交響曲第4番　鈴木秀美＆オーケストラ・リベラ・クラシカ、佐藤俊介（2014年、Arte Dell'arco Japan）
  - 収録曲（指揮:鈴木秀美　/ オーケストラ・リベラ・クラシカ）

  1. モーツァルト：ヴァイオリン協奏曲第1番変ロ長調 　K.207
  2. ハイドン：交響曲第67番ヘ長調 Hob.VI:67
  3. ベートーヴェン：交響曲第4番変ロ長調 op.60

- アントニオ・ヴィヴァルディ: 四季  コンチェルト・ケルン & 佐藤俊介　(2016年11月　ベルリン・クラシックス　ドイツ)
  - ドイチェラントラジオ　2016年ベストクラシック音楽アルバム　（The Best Classical Music Album of the year by Deutschlandradio） [52]
  - ユンゲ・ヴェルト紙　ベストクラシックアルバム　The Best Classical Album of the year by Junge Weld [53]
  - 収録曲（作曲アントニオ・ヴィヴァルディ：四季）

  1. 弦楽と通奏低音のための協奏曲 ト短調 RV 156
  2. ヴァイオリン協奏曲第1番 ホ長調　「春」
  3. ヴァイオリン協奏曲第2番 ト短調　「夏」
  4. 弦楽と通奏低音のためのシンフォニア ロ短調 「聖なる墓に」 RV 169
  5. ヴァイオリン協奏曲第3番 ヘ長調　「秋」
  6. ヴァイオリン協奏曲第4番 ヘ短調　「冬」

- ロマンチックス　The Romantics グリーグ | メンデルスゾーン | パガニーニ  オーストラリアン・ブランデンブルク管弦楽団 & 佐藤俊介　(2017年2月3日　ABC クラシックス　オーストラリア)
  - 収録曲

  1. エドヴァルド・グリーグ：ホルベアの時代から
  2. フェリックス・メンデルスゾーン：弦楽のための交響曲第3番ホ短調
  3. ニコロ・パガニーニ：ヴァイオリン協奏曲第4番 ニ短調

- ヨハン・ゼバスティアン・バッハ: ヴァイオリン協奏曲集  イル・ポモ・ドーロ　Il Pomo d'Oro (orchestra) & 佐藤俊介　(2018年10月26日　ワーナーミュージック・ジャパン) [54]
  - レコード芸術《特選盤》（2018年12月）
  - グラモフォン《Editor's Choice》（2019年1月）[55][56]
  - 収録曲（作曲ヨハン・ゼバスティアン・バッハ：ヴァイオリン協奏曲集）

  1. ヴァイオリン協奏曲第1番 イ短調　BWV1041
  2. ヴァイオリン協奏曲第2番 ホ長調　BWV1042
  3. 協奏曲(2つのヴァイオリンのための)ニ短調 BWV1043
  4. ヴァイオリン協奏曲(第5番)ト短調 BWV1056R （編曲　フォーケル）

- エティエンヌ＝ニコラ・メユール: オペラ「ストラトニース」序奏、ベートーヴェン: ヴァイオリン協奏曲、ハイドン：交響曲第94番 、 鈴木秀美＆オーケストラ・リベラ・クラシカ、佐藤俊介　(2018年7月５日　Arte Dell'arco Japan)
  - レコード芸術《特選盤》（2019年8月）
  - 朝日新聞　FOR YOUR Collection Classic《特選盤》（2019年7月18日） [57]
  - 収録曲（指揮:鈴木秀美　/ オーケストラ・リベラ・クラシカ）

  1. メユール：オペラ「ストラトニース」序曲
  2. ベートーヴェン：ヴァイオリン協奏曲ニ長調 Op.61
  3. ハイドン：交響曲第９4番ト長調 Hob.I:94

- ヨハン・ゼバスティアン・バッハ：無伴奏ヴァイオリンのためのソナタとパルティータ（2019年8月1日、ACOUSTIC REVIVE）
  - レコード芸術《特選盤》（2019年11月）
  - レコード芸術《先取り！最新盤レビュー》（2019年9月）
  - 音楽の友《今月のイチオシ》（2019年11月号）
  - 朝日新聞　FOR YOUR Collection Classic《特選盤》（2019年10月17日） [58]
  - 読売新聞《特選盤》（2019年10月17日） [59]
  - CDJournal《注目タイトル Pick Up》（2019年8月27日） [60]
  - 収録曲（作曲：ヨハン・ゼバスティアン・バッハ）

  1. ソナタ第1番 ト短調 BWV1001
  2. パルティータ第１番 ロ短調 BWV 1002
  3. ソナタ第2番 ホ短調 BWV1003
  4. パルティータ第2番 ニ短調 BWV1004
  5. ソナタ第3番 ハ長調　BWV1005
  6. パルティータ第３番 ホ長調 BWV1006

- Concertos 4 Violins (4つのヴァイオリンのための協奏曲集) コンチェルト・ケルン 、佐藤俊介、平崎真弓、エフゲーニー・スヴィリードフ、へスズーメリノ・ルイス　(2020年8月28日　ベルリン・クラシックス　ドイツ)
  - 収録曲

  1. ヴィヴァルディ：ヴァイオリン協奏曲　ロ短調　作品３−10 RV580
  2. ボンポルティ：ヴァイオリン協奏曲　ホ長調　作品11ー９　
  3. ヴィヴァルディ：ヴァイオリン協奏曲　ニ長調　作品3−１RV549
  4. ヴァレンティーニ：ヴァイオリン協奏曲　イ短調　作品7−11
  5. カストルッチ：ヴァイオリン協奏曲　ト短調　作品3−6
  6. ロカテッリ：ヴァイオリン協奏曲　ヘ長調　作品4−12

- ゲオルク・フィリップ・テレマン：無伴奏ヴァイオリンのための12の幻想曲（復活版　2020年12月20日　ライブノーツ）
  - 朝日新聞《推薦版》(2012年8月）、読売新聞《特選盤》（2012年8月）、CDジャーナル《今月の推薦盤》（2012年9月）、レコード芸術《特選盤》（2012年10月）、音楽の友《今月の注目版》(2012年9月）
  - 収録曲（作曲ゲオルク・フィリップ・テレマン：無伴奏ヴァイオリンのための12の幻想曲）

  1. 第1番 変ロ長調
  2. 第2番 ト短調
  3. 第3番 ヘ短調
  4. 第4番 ニ長調
  5. 第5番 イ長調
  6. 第6番 ホ短調
  7. 第7番 変ホ長調
  8. 第8番 ホ長調
  9. 第9番 ロ短調
  10. 第10番 ニ長調
  11. 第11番 ヘ長調
  12. 第12番 イ短調